# Szombathelyi Képtár

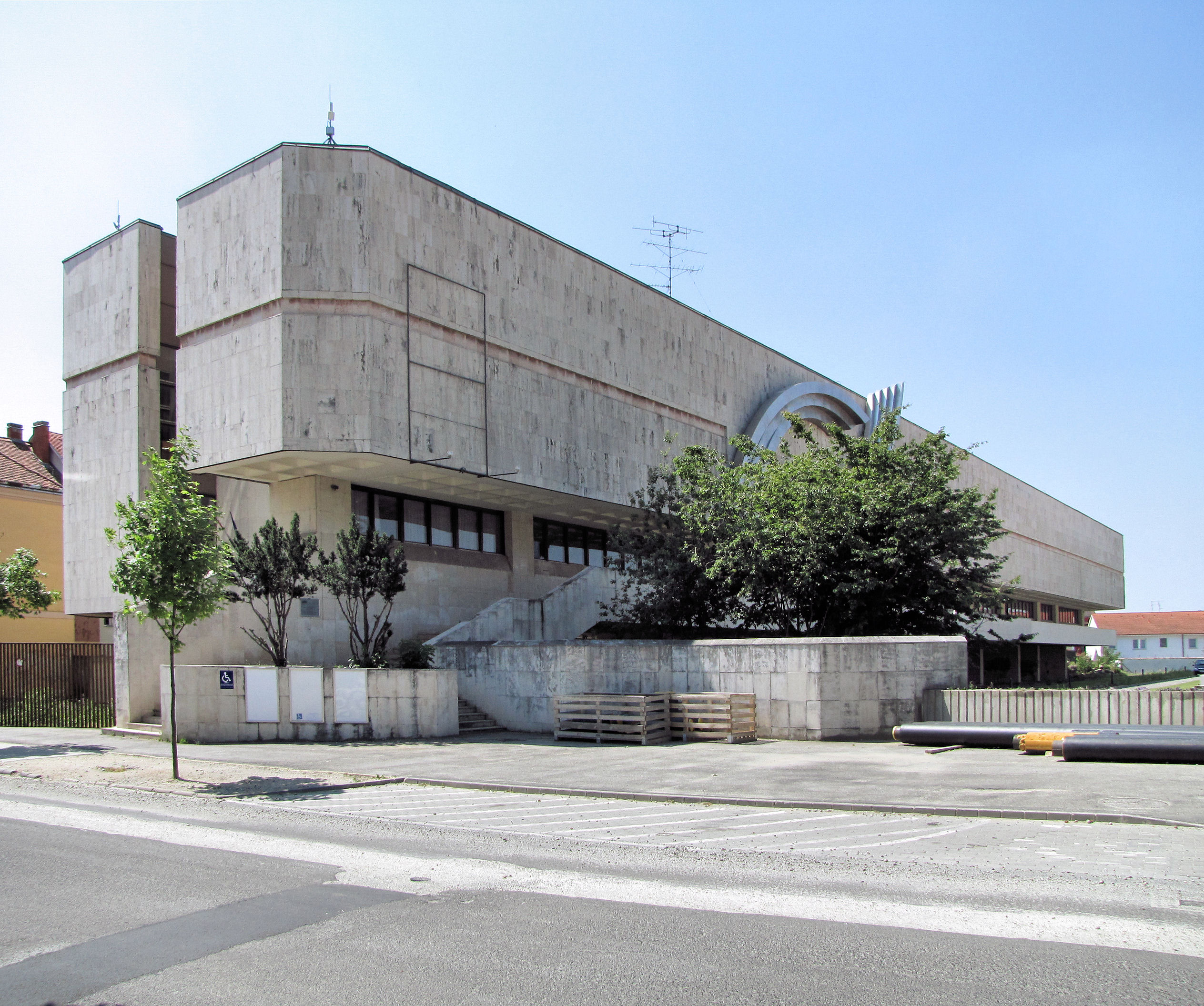
Szombathelyi Képtár (2011)

Szombathelyi Képtár (deutsch selten Kunsthalle Szombathely genannt) ist ein Kunstmuseum in der ungarischen Stadt Szombathely. Es befindet sich in der  Rákóczi Ferenc utca 12, ungefähr 300 Meter südlich des Hauptplatzes (Fő tér), der im Zentrum der Innenstadt liegt. Zur Einrichtung gehören eine gut ausgestattete Gemälderestaurierungswerkstatt sowie eine 10.000 Bände umfassende Fachbibliothek.

## Geschichte
Im Jahr 1976 tat sich eine Gruppe von Kunstinteressierten unter dem Namen Képtárépítő  Egyesület als Stiftung zusammen, um für Werke des in Szombathely geborenen Künstlers Gyula Derkovits sowie für Werke von István Dési Huber und anderen modernen ungarischen bildenden Künstlern einen angemessenen Ausstellungsraum zu schaffen. Für dieses Ziel trugen  Brigaden, verschiedene gesellschaftliche Gruppen sowie Tausende Privatpersonen eine Summe von insgesamt 40 Millionen Forint zusammen. Mit Hilfe dieser Spenden konnte 1985 die nach Plänen von Lajos Mátis erbaute Kunsthalle in Szombathely eröffnet werden, die Eröffnungsrede hielt der Politiker György Aczél. Am Eröffnungstag erwarteten gleich mehrere Ausstellungen die Besucher. Skulpturen von György Goldmann standen vor den großen Ausstellungsräumen, in denen Werke von Gyula Derkovits und István Dési Huber sowie ungarischen Künstlern aus der Zeit zwischen den beiden Weltkriegen und zeitgenössischen ungarischen Künstlern zu sehen waren. Weiterhin gab es eine Ausstellung über das Leben des Künstlers Béla Kondor. Bis 1995 gehörte das Museum zur Organisation der Komitatsmuseen, wurde dann unabhängig und ein städtisches Museum und ist seit 2012 eine Mitgliedseinrichtung des Savaria-Museumsverbundes in Szombathely. Ab Oktober 2019 war die Kunsthalle aufgrund von Renovierungsarbeiten für ein Jahr geschlossen.

## Sammlung

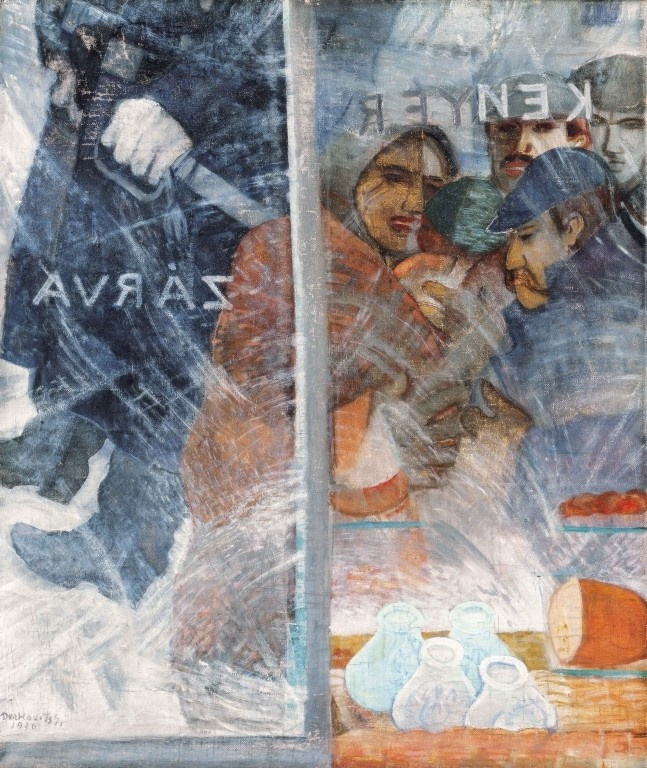
Gyula Derkovits: Éhesek télen

Die Sammlung des Museums umfasst mehr als 6000 Objekte. Es gibt ältere Werke aus dem 17. bis zum 19. Jahrhundert, aber der größte Teil hat einen Bezug zur ungarischen Kunst des 20. Jahrhunderts, welche den Charakter der Einrichtung prägt. So finden sich Werke der frühen ungarischen Avantgarde von Lajos Kassák und seinem Kreis wie auch Werke, die der neoavantgardistischen Gruppe Iparterv, Pop Art, Minimalismus, Fluxus, Videokunst, Konzeptkunst und aktuellen Strömungen des 21. Jahrhunderts  zuzuordnen sind. Der Kernbestand der Sammlung wird der Öffentlichkeit in Form einer Dauerausstellung gezeigt, wobei das ausgestellte Material zyklisch durch den Bestand ersetzt wird, da es unmöglich ist, alles gleichzeitig zu präsentieren. Trotz der großen Grundfläche der Kunsthalle werden meist nicht mehr als 200 bis 250 Objekte gezeigt.
Mit über 2.500 Objekten ist die Textilkollektion die größte zeitgenössische Textilsammlung des Landes. Der Großteil der Werke steht in Zusammenhang mit der Textilbiennale, später Textiltriennale, die seit 1970 in Szombathely organisiert wird.

## Ausstellung
Die Ausstellungsräume sind auf zwei Stockwerke des Gebäudes verteilt, insgesamt gibt es Ausstellungsflächen von mehr als 2000 Quadratmetern, drei größere Ausstellungsräume von jeweils ungefähr 500 Quadratmetern sowie einige kleinere Ausstellungsräume und Galerien. Neben der Dauerausstellung werden im Museum jährlich ungefähr 15 bis 20 wechselnde Sonderausstellungen organisiert. In diesen Ausstellungen werden einzelne Künstler oder Künstlergruppen präsentiert,  vorrangig sind jedoch thematische Ausstellungen, bei denen ungarische und ausländische Künstler vorgestellt werden. Daneben werden auch regelmäßig Werke regionaler Künstler präsentiert.

## Weitere Bereiche

Ankündigung von Filmen im Filmklub

Im Museum gibt es Konferenz- und Präsentationsräume, in denen nationale wie internationale Tagungen stattfinden. Weiterhin gibt es museumspädagogische Veranstaltungen sowie den Filmklub, in dem Filme aus dem künstlerischen Bereich gezeigt werden wie zum Beispiel Kentaur von Tamás Szentjóby.